# 마이카 리처즈
마이카 링컨 리처즈(Micah Lincoln Richards, 1988년 6월 24일 ~ )는 잉글랜드의 전 축구 선수이다. 포지션은 수비수다. 리차즈는 2006년 11월에 잉글랜드 축구 국가대표팀에 데뷔하며, 잉글랜드 대표팀 사상 차출된 역대 가장 어린 수비수가 되었다. 그는 잉글랜드 대표팀 소속으로 13경기에 출전할 뿐만 아니라 2012년 하계 올림픽에서는 영국 선수단으로도 뛰었다.